# Gunnar Hoffsten
Nils Gunnar Hoffsten, född 7 december 1923 i Brännkyrka församling i Stockholm, död 11 september 2010 i Linköpings Sankt Lars församling, Östergötlands län, var en svensk kompositör, orkesterledare och musiker (trumpet, piano). Han verkade också som musikkritiker i Östgöta Correspondenten. Han är far till konstnären Lars Hoffsten och sångerskan Louise Hoffsten samt bror till skådespelerskan Rut Hoffsten.

## Biografi
Gunnar Hoffsten var son till Nils Bernhard Hoffsten (1893–1971) och Alva Ottilia Hoffsten (1901–1991). Av sin mor lärde han sig spela piano, och av sin far, baptistpastorn, trumpet. Hoffsten började spela trumpet i dansbandet Roxys i Linköping när han var tretton år gammal. Hoffsten tog kantorsexamen vid sjutton års ålder som Sveriges yngsta kantor och öppnade sin första skivaffär i Linköping 1946 med vännen Hans Fromholtz, som också engagerades som tenorsaxofonist när Gunnar startade sin första egna orkester samma år. År 1947 vann de en tävling på Nalen och utsågs till Sveriges bästa amatörorkester. Motiveringen löd: »Bra komp, jämngoda solister och trevliga arrangemang i gott utförande«. 
De första skivinspelningarna gjorde Gunnar Hoffstens orkester för skivbolaget Cupol 1949 och 1951. Hans egen komposition Cupol Boogie finns även med i Caprices skivsamling Svensk Jazzhistoria. I Linköping blev Lampes café och Frimurarhotellet orkesterns stamställen. Orkestern spelade in skivor, bland annat ”Nalen boogie” som skrivits av Hans Fromholtz och Gunnar Hoffsten.
Gunnar Hoffsten hade stor framgång 1952 med sin komposition Utan dej med text skriven av Tryggve Arnesson. Den sjöngs in av Sonia Sjöbeck ackompanjerad av Åke Jelvings orkester i maj 1952. Samma år sjöng även Ingegerd Ehn in den med Sam Samsons orkesters och en av de tre systrarna i den finländska vokalgruppen Harmony Sisters, Raya Avellán, sjöng in den uppbackad av Thore Swaneruds orkester. Även Björn Skifs har fastnat för den sången och 2005 spelade han in den på skivan Decennier - sånger från en annan tid.
Gehrmans musikförlag i Sverige sålde 1952 Utan dej till ett amerikanskt musikförlag med titeln I Confess. Den engelska texten skrevs av Jack Lawrence. Den blev en riktig hit på andra sidan Atlanten. Sarah Vaughan sjöng in den, men det var Perry Como som stod för den verkliga storsäljaren. Hans inspelning blev såldes i över 750 000 exemplar (78-varvsskivor). Hans inspelning toppade ett tag musiktidningen Billboards topplista 1953. 
År 1956 blev det nya USA-resor för Gunnar Hoffstens orkester när Svenska Amerika Linien engagerade orkestern för att spela på fartyget M/S Kungsholm. 
Gunnar Hoffsten blev artistchef på Frimurarhotellet, öppnade ännu en musikaffär, drev nattklubben Lorry, skrev filmmusik och musikaler och arbetade som kapellmästare på både Linköpings och Norrköpings stadsteatrar.
Sista officiell spelning blev på studentpuben Flamman i Linköping 2006.

## Filmmusik
- 1964 – Älskling på vift
- 1956 – Skorpan
- 1955 – Så tuktas kärleken